# Февральский, Александр Вильямович
Алекса́ндр Вилья́мович Февра́льский (настоящая фамилия Якоби; 5 марта 1901, Москва — 1984) — советский театровед, искусствовед, критик.
Родился в семье инженера, владельца завода Вильяма Филипповича Якоби. Работал в РОСТА (март 1919—январь 1921), затем в агитотделе Главполитпросвета. В сентябре 1922 года поступил в ГИТИС. После ухода Мейерхольда из ГИТИСа в ноябре 1922 года перешёл в Мастерскую В. Э. Мейерхольда. Во второй половине 1924 года был личным секретарём Мейерхольда. Учёный секретарь театра Мейерхольда (апрель 1928—февраль 1929, декабрь 1930—сентябрь 1931), в ноябре 1935—июне 1936 референт по литературной части там же. Автор книг о В. Э. Мейерхольде и Маяковском.
Доктор искусствоведения (1962). Занимался грузинским и испанским театрами.

## Произведения
- 1931: Десять лет театра Мейерхольда[3]
- 1959: Театр имени Руставели
- 1940: Маяковский — драматург
- 1971: Встречи с Маяковским
- 1971: Первая советская пьеса. «Мистерия-буфф» В. В. Маяковского
- 1976: Записки ровесника века[4]
- 1978: Пути к синтезу: Мейерхольд и кино[5]

## Архив
Крупный фонд А.В. Февральского хранится в Российском государственном архиве литературы и искусства и состоит из 1884 единиц хранения за 1820-е – 1984 гг.  Среди рукописей находятся статьи о В.Э. Мейерхольде (1923–1964гг.), В.В. Маяковском (1929– 1965гг.), Ф. Гарсиа Лорке (1951г.); записи бесед и лекций Мейерхольда и обсуждений спектаклей ГосТИМ, занятий К.С. Станиславского с артистами Оперно-драматической студии им. К. С. Станиславского, лекции В.И. Немировича-Данченко и многое другое. Помимо прочего, фонд включает в себя переписки, материалы театроведческой деятельности, программы и афиши постановок, библиографические заметки, фотографии.